# Russische Akademie für Architektur und Bauwissenschaften
Die Russische Akademie für Architektur- und Bauwissenschaften (RAACS oder RAASN; russisch Росси́йская акаде́мия архитекту́ры и строи́тельных нау́к, РААСН) ist eine offizielle Akademie der Russischen Föderation. Ihr Sitz ist in Moskau an der Bolschaja Dimitrowka Str. 24.
Ein Dekret des Präsidenten der Russischen Föderation hat sie am 26. März 1992 gegründet. Vorläufer waren die Akademie für Architektur der UdSSR (1934–1956) und die Akademie für Bauwesen und Architektur der UdSSR (1956–1964).
Es gibt Abteilungen für Architektur, Stadtplanung und Bauwissenschaften. Weiter gibt es die Einrichtungen
- Institut für Theorie und Geschichte der Architektur und Stadtplanung
- Zentrales Forschungs- und Designinstitut für Stadtplanung
- Forschungsinstitut für Bauphysik

Sie hat 54 Vollmitglieder (Akademiker), 115 korrespondierende Mitglieder, 64 Ehrenmitglieder und 75 ausländische Mitglieder aus 25 Ländern. Die Akademie hat ihren Hauptsitz in Moskau  und fünf regionale Abteilungen: Sankt Petersburg, Wolga, Ural, Sibirien und Süd (Kaukasus).
Seit 2019 ist der Präsident Dmitri Schwidkowski (* 1959).

## Mitglieder
- Andrei Bokow
- Marija Naschtschokina
- Vukan R. Vučić

## Absolventen
- Alexander Brodski

## Einzelbelege
1. ↑  Архитектурное наследство | NIITIAG. Abgerufen am 26. November 2023.
2. ↑  Welche Rolle spielte die Russische Akademie für Architektur und Bauwissenschaften bei der Gestaltung der russischen Architektur? Abgerufen am 26. November 2023.
3. ↑  ШВИДКОВСКИЙ Дмитрий Олегович. Abgerufen am 26. November 2023.

Koordinaten: 55° 45′ 50,4″ N, 37° 36′ 47,9″ O